# صراوي
الصراوي موسيقى جزائرية منشرة بولاية سطيف وتعد مهد الأغنية السطايفي، ويُشبه المواويل الشرقية، ويعتمد أساساً على قوّة خامات الصوت ورخامته، وكان يُؤدّى في الأفراح والمناسبات الدينية والمواسم الزراعية، وهو يتناول عدة موضوعات مثل الثورة والوطن والحب والمديح النبوي. وتُعد الموسيقى السطايفية الوريث الشرعي للصرواي، رغم الاختلاف الحالي؛ إذ اتّسعت بحيثُ أصبحت تشمل طبوعاً وأنواعاً مختلفة، وذلك على شاكلة موسيقى الراي الحالية، التي لم تعُد تشبه موسيقى الراي الأصلية في الغرب الجزائري في شيء.

## التسمية
يذهب بعض الباحثين إلى أن كلمة «الصراوي» مشتقة من اسم شجرة السرو المنتشرة في المنطقة، والتي من شأنها أن تساعد أوراقها على انتشار صوت المطربين لجذب الفتيات الصغيرات. بينما يعتقد آخرون أنها جاءت من كلمة «الصرو»، والتي تعني في اللهجة السطايفية قمّة الجبل؛ حيث أن هذا الفن ارتبط بالأسر المحافظة في المناطق الريفية (الجبلية)، وكان مقياس قوة صوت المؤدّي ارتداد صداه في الجبال.

## النشأة
في بداياته في أربعينيات القرن العشرين كان يُعد فنّاً نسوياً، حيث لجأت إليه النسوة للتعبير في بيئة محافظة، سواءً عن مشاعرهن المكبوتة، أو عن شظف العيش، أو عن كليهما معاً. وقد توسع الصراوي إلى فن رجالي ونسوي معًا وتعدى مجال الأفراح واستعمله مجاهدو الثورة التحريرية كرسائل مشفرة فيما بينهم وبين الشعب وهو ما جسدته اللوحة الفنية صرخة «أو.. عليكم» و «آي ..عافيه» لأحد المجاهدين في فيلم دورية نحو الشرقللمخرج عمار العسكري.
ارتبط الصراوي بالحياة اليومية في سطيف وشهد محطّات عدّة خاصة الأحداث الكبيرة التي أثرت على الكلمات والألحان وطريقة تأديته؛ من بينها مجازر 8 مايو 1945، والاستقلال عام 1962.
تحوّل الصراوي حاليًا من فن يومي، إلى فن تراثي، أو فولكلوري، وصار يُؤدى حصرًا في الأفراح، أو بعض المهرجانات والتظاهرات الثقافية التي تحاول الحفاظ عليه من الاندثار.

## الوضع الحالي
يُعد سمير السطايفي ‏(– 2014) واحدا ممن أدوا طابع الصراوي وحافظ ودافع عليه. كما لا زال بعض المغنين يؤدون هذا الطابع على غرار بكاكشي الخير ومراد السطايفي وجميلة العنابية وكمال القالمي وبريزة السطايفية وما زالت بعض العائلات بمنطقة الهضاب العليا متمسكة به في أفراحها خاصة في أوساط الشيوخ والكهول الذين يحنون للصراوي.